# Temporada 2000-01 de los Denver Nuggets
La temporada 2000-2001 fue la vigesimoquinta de los Denver Nuggets en la NBA, tras la fusión de la liga con la ABA, donde había jugado nueve temporadas. La temporada regular acabó con 40 victorias y 42 derrotas, ocupando el undécimo puesto de la conferencia Oeste, no logrando clasificarse para los playoffs.

## Elecciones en elDraft
| Ronda | Puesto | Jugador         | Posición | Nacionalidad   | Universidad/Club |
| ----- | ------ | --------------- | -------- | -------------- | ---------------- |
| 1     | 26     | Mamadou N'diaye | Pívot    | Senegal        | Auburn           |
| 2     | 53     | Dan McClintock  | Pívot    | Estados Unidos | Northern Arizona |

## Temporada regular
| División Medio Oeste     | División Medio Oeste | División Medio Oeste | División Medio Oeste | División Medio Oeste | División Medio Oeste | División Medio Oeste | División Medio Oeste | División Medio Oeste |
| Equipo                   | G                    | P                    | %                    | PD                   | Casa                 | Fuera                | Div                  |                      |
| ------------------------ | -------------------- | -------------------- | -------------------- | -------------------- | -------------------- | -------------------- | -------------------- | -------------------- |
| z-San Antonio Spurs      | 58                   | 24                   | .707                 | –                    | 33–8                 | 25–16                | 19–5                 |                      |
| x-Utah Jazz              | 53                   | 29                   | .646                 | 5                    | 28–13                | 25–16                | 14–10                |                      |
| x-Dallas Mavericks       | 53                   | 29                   | .646                 | 5                    | 28–13                | 25–16                | 14–10                |                      |
| x-Minnesota Timberwolves | 47                   | 35                   | .573                 | 11                   | 30–11                | 17–24                | 11–13                |                      |
| e-Houston Rockets        | 45                   | 37                   | .549                 | 13                   | 24–17                | 21–20                | 11–13                |                      |
| e-Denver Nuggets         | 40                   | 42                   | .488                 | 18                   | 29–12                | 11–30                | 13–11                |                      |
| e-Vancouver Grizzlies    | 23                   | 59                   | .280                 | 35                   | 15–26                | 8–33                 | 2–22                 |                      |

## Estadísticas

### Temporada regular
| Jugador           | PJ | PT | MPP  | %TC  | %3P  | %TL  | RPP  | APP | ROB | TPP | PPP  |
| ----------------- | -- | -- | ---- | ---- | ---- | ---- | ---- | --- | --- | --- | ---- |
| Antonio McDyess   | 70 | 70 | 36.5 | .495 |      | .700 | 12.1 | 2.1 | 0.6 | 1.5 | 20.8 |
| Nick Van Exel     | 71 | 70 | 37.9 | .414 | .377 | .819 | 3.4  | 8.5 | 0.9 | 0.3 | 17.7 |
| Raef LaFrentz     | 78 | 74 | 31.5 | .477 | .367 | .698 | 7.8  | 1.4 | 0.5 | 2.6 | 12.9 |
| Voshon Lenard     | 80 | 58 | 29.1 | .397 | .385 | .797 | 2.9  | 2.4 | 0.8 | 0.2 | 12.2 |
| George McCloud    | 76 | 8  | 26.4 | .382 | .329 | .840 | 2.9  | 3.7 | 0.7 | 0.4 | 9.6  |
| Kevin Willis      | 43 | 13 | 24.6 | .428 | .250 | .788 | 7.2  | 0.7 | 0.9 | 0.7 | 9.6  |
| James Posey       | 82 | 82 | 27.5 | .412 | .300 | .816 | 5.3  | 2.0 | 1.1 | 0.5 | 8.1  |
| Keon Clark        | 35 | 3  | 21.5 | .412 |      | .600 | 5.3  | 1.0 | 0.5 | 1.3 | 6.5  |
| Robert Pack       | 74 | 11 | 17.0 | .425 | .387 | .766 | 1.9  | 4.0 | 0.9 | 0.0 | 6.5  |
| Mark Strickland   | 46 | 2  | 11.2 | .443 | .000 | .627 | 2.6  | 0.4 | 0.3 | 0.4 | 4.4  |
| Anthony Goldwire  | 20 | 0  | 10.1 | .375 | .265 | .765 | 0.6  | 1.7 | 0.5 | 0.0 | 4.1  |
| Tariq Abdul-Wahad | 29 | 12 | 14.5 | .387 | .400 | .583 | 2.0  | 0.8 | 0.5 | 0.4 | 3.8  |
| Tracy Murray      | 13 | 0  | 10.4 | .309 | .304 | .900 | 1.7  | 0.7 | 0.3 | 0.1 | 3.8  |
| Ryan Bowen        | 57 | 0  | 12.2 | .556 | .364 | .614 | 2.0  | 0.5 | 0.6 | 0.2 | 3.4  |
| Dan McClintock    | 6  | 1  | 9.7  | .500 |      | .000 | 2.8  | 0.2 | 0.0 | 0.3 | 3.0  |
| Calbert Cheaney   | 9  | 5  | 17.0 | .333 |      | .500 | 2.2  | 1.0 | 0.4 | 0.2 | 2.3  |
| Terry Davis       | 19 | 1  | 12.0 | .480 |      | .409 | 2.8  | 0.4 | 0.1 | 0.1 | 1.7  |
| Garth Joseph      | 2  | 0  | 4.0  | .000 |      | .000 | 0.0  | 0.0 | 0.0 | 0.5 | 0.0  |